# Volkswagen Transport Protocol
Volkswagen Transport Protocol (zkratka VW TP) je protokol používaný k diagnostice řídicích jednotek ve vozidlech skupiny VW po sběrnici CAN-BUS.

## Verze 1.4 a 1.6
Komunikační protokol VW TP 1.6 je použit pouze pro účely komunikace mezi řídícími jednotkami ve vozidle (K↔CAN gateway vs. řídící jednotka). Diagnostický tester s tímto protokolem nemusí vůbec pracovat, protože K↔CAN gateway převádí všechny požadavky mezi K-Line (KW-1281) a sběrnicí CAN-BUS (VW TP 1.6). Protokol VW TP 1.6 je velmi podobný VW TP 2.0, který je popsán v následujícím oddílu, s několika odlišnostmi.

### Odlišnosti mezi verzemi 1.6 a 2.0
- inicializace komunikace je zjednodušena
- protokol zapouzdřuje přímo data posílaná po K-Line, v praxi jen protokol KW-1281
- v případě tzv. idle módu jsou odesílány příkazy KW-1281 jako standardní komunikace
- protokol neobsahuje některé stavy
- protokol nepoužívá některé příkazy
- hodnoty časování jsou nastaveny „napevno“ v kódu řídící jednotky

## Verze 2.0
Komunikace protokolu VW TP 2.0 probíhá po vysokorychlostní sběrnici CAN (např. s budičem PCA82C250) na rychlosti 0.5 Mbit/s s použitím 11bitových identifikátorů. Protokol VW TP 2.0 přenáší požadavky shodné s protokolem KWP2000, jedná se tedy pouze o transportní vrstvu. Při zahájení komunikace diagnostický tester vyšle CAN frame „initconn“ s ID 0x200. Tester nevyplňuje položky TX ID, pouze RX ID. Do těchto položek je dosazena hodnota identifikátoru, na kterém bude v průběhu další komunikace tester odesílat data. Používají se pouze hodnoty 0x300 – 0x310. Je-li vyzvaná ECU v systému přítomna, odpoví s ID 0x200+<adresa ECU> rámcem se stejným formátem, ale vyplněnými hodnotami identifikátoru TX ID.
Po přijetí tohoto rámce probíhá veškerá komunikace s novými identifikátory, které si vyměnil tester s ECU. První požadavek testeru by měl být ConnSetup, při kterém se s ECU „dohodne“ na časování. V případě, že neprobíhá žádná aktivní komunikace, musí tester pravidelně posílat požadavek ConnTest. Výměna diagnostických požadavků je realizována rámcem Data. Odesílající strana může v kterémkoliv rámci nastavit požadavek na potvrzení příjemcem, v takovém případě je před odesláním dalšího rámce požadováno potvrzení rámcem Acknowledge. První datový rámec obsahuje ve druhém bajtu celkovou délku požadavku, následující datové rámce tuto informaci nenesou. Délka je následována daty diagnostického požadavku. Je-li požadavek delší než 6 bajtů, jsou odeslány další datové rámce vždy s vyšším sekvenčním číslem až do úplného odeslání dat.